# La Neuville-Garnier
La Neuville-Garnier là một xã thuộc tỉnh Oise trong vùng Hauts-de-France phía bắc nước Pháp. Xã này nằm ở khu vực có độ cao trung bình 145 mét trên mực nước biển.